# Shelley Hennig

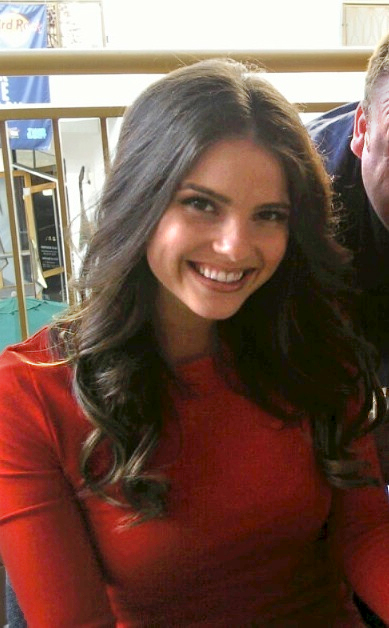
Shelley Hennig (2010)

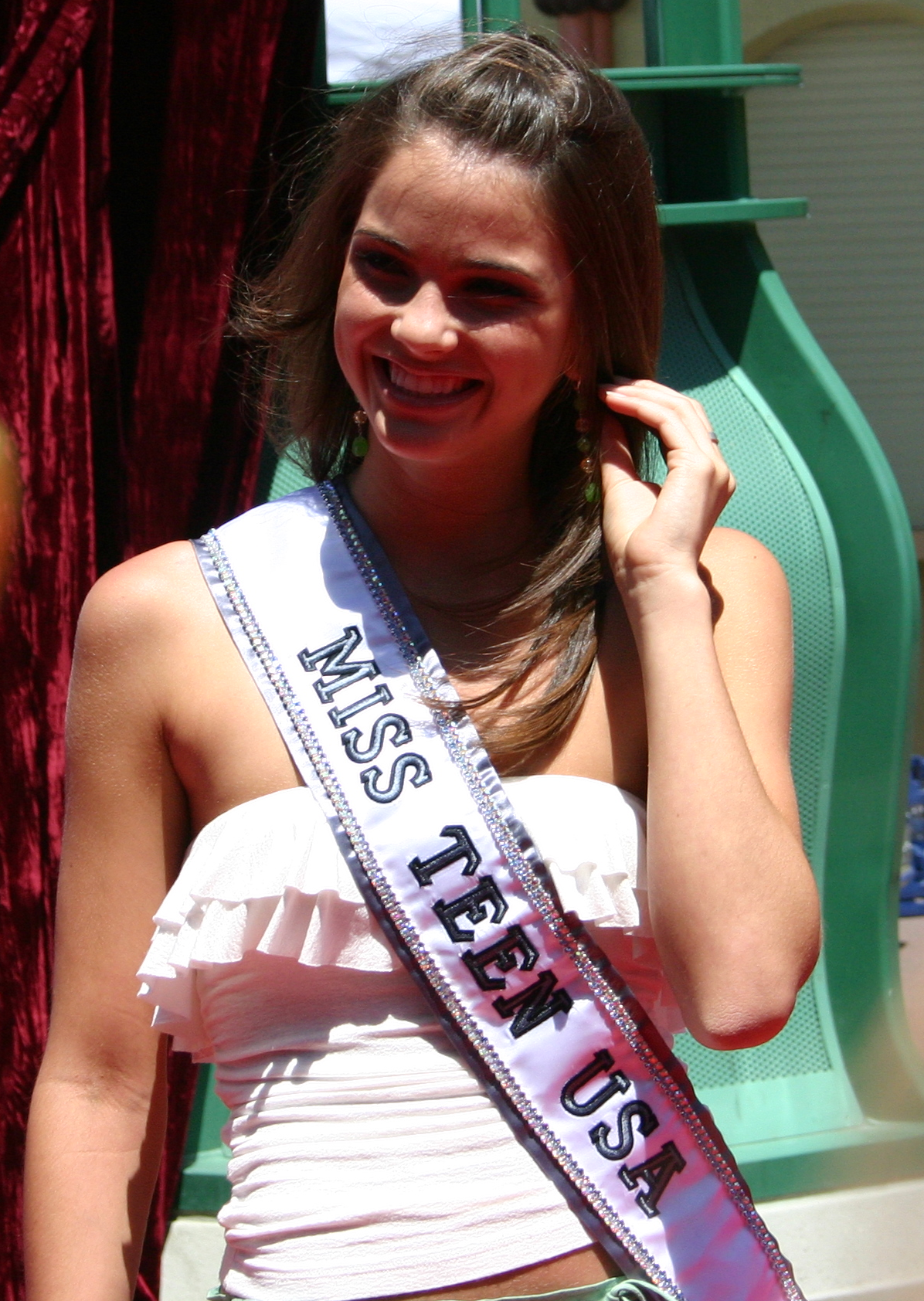
Shelley Hennig jako Miss Teen USA (2004)

Shelley Catherine Hennig (ur. 2 stycznia 1987 w Metairie) – amerykańska aktorka, która wystąpiła m.in. w serialach Teen Wolf: Nastoletni wilkołak, Tajemny krąg i Dni naszego życia.

## Filmografia

### Filmy
| Rok  | Tytuł                            | Rola           | Uwagi       |
| ---- | -------------------------------- | -------------- | ----------- |
| 2014 | Diabelska plansza Ouija          | Debbie Galardi |             |
| 2014 | Unfriended                       | Blaire Lily    |             |
| 2015 | About Scout                      | Melinda Riley  |             |
| 2016 | Summer of 8                      | Lily Hunter    |             |
| 2017 | Roman J. Israel, Esq.            | Olivia Reed    |             |
| 2018 | Gdy spotkaliśmy się pierwszy raz | Carrie Grey    |             |
| 2018 | The After Party                  | Alicia Levine  |             |
| 2019 | Walter                           | The Girl       | krótkometr. |
| 2022 | Gatlopp                          | Alice          |             |
| 2023 | Teen Wolf: The Movie             | Malia Tate     |             |
| 2023 | The List                         | Sam            |             |
| 2024 | Na tropie zabójcy                | Sam            |             |
| 2024 | Fluxx                            | Vada, Raven    |             |

### Telewizja
| Rok             | Tytuł                                         | Rola                   | Uwagi                    |
| --------------- | --------------------------------------------- | ---------------------- | ------------------------ |
| 2004            | Passions                                      | Wendy                  | 1 odc.                   |
| 2007–2011, 2017 | Dni naszego życia                             | Stephanie Johnson      | w gł. obsadzie; 468 odc. |
| 2011–2012       | Tajemny krąg                                  | Diana Meade            | w gł. obsadzie; 22 odc.  |
| 2013            | Justified: Bez przebaczenia                   | Jackie Nevada          | 1 odc.                   |
| 2013            | Zach Stone będzie sławny                      | Christy Ackerman       | 4 odc.                   |
| 2014–2017       | Teen Wolf: Nastoletni wilkołak                | Malia Tate             | w gł. obsadzie; 55 odc.  |
| 2014            | Zaprzysiężeni                                 | Maya Lawman            | 1 odc.                   |
| 2014            | Inni mają lepiej                              | Molly James            | 1 odc.                   |
| 2018            | Liberty Crossing                              | Carly Ambrose          | w gł. obsadzie; 8 odc.   |
| 2019            | Dollface                                      | Ramona                 | 3 odc.                   |
| 2022            | Kobieta z domu naprzeciwko dziewczyny w oknie | Lisa Maines / Chastity | miniserial, 6 odc.       |
| 2023            | Zmasakrowani                                  | Ava Winters            | w gł. obsadzie; 8 odc.   |